# Ljudska inteligencija
Ljudska inteligencija je intelektualna sposobnost čoveka, koju karakterišu složeni kognitivni podvizi i visoki nivoi motivacije i samosvesti. Koristeći svoju inteligenciju, ljudi su u stanju da uče, formiraju koncepte, razumeju i primenjuju logiku i razum. Takođe se smatra da ljudska inteligencija obuhvata kapacitete prepoznavanja obrazaca, planiranja, inoviranja, rešavanja problema, donošenja odluka, zadržavanja informacija i korišćenja jezika za komunikaciju.
Postoje oprečne ideje o tome kako inteligenciju treba konceptualizovati i meriti. U psihometriji, ljudska inteligencija se obično procenjuje testovima kvocijenta inteligencije (IQ), iako je validnost ovih testova sporna. Predloženo je nekoliko potkategorija inteligencije, kao što su emocionalna inteligencija i socijalna inteligencija, i ostaje značajna debata o tome da li one predstavljaju različite oblike inteligencije.
Takođe je u toku debata o tome kako se formira nivo inteligencije pojedinca, koja je u rasponu od ideje da je inteligencija fiksirana pri rođenju do ideje da je savitljiva i da se može promeniti u zavisnosti od načina razmišljanja i nastojanja date osobe.

## Literatura
- Anastasi, Anne; Urbina, Susana (1997). Psychological Testing (7th изд.). Upper Saddle River, NJ: Prentice Hall. ISBN 978-0023030857.
- Gould, Stephen Jay (1981). The Mismeasure of Man. New York: W. W. Norton. ISBN 978-0-393-30056-7.
- Gould, Stephen Jay (1996). The Mismeasure of Man (Rev. and expanded изд.). New York: W. W. Norton. ISBN 978-0-393-31425-0.
- Kaufman, Alan S. (2009). IQ Testing 101. New York: Springer Publishing. ISBN 978-0-8261-0629-2.
- Neisser, Ulrich; Boodoo, Gwyneth; Bouchard, Thomas J.; Boykin, A. Wade; Brody, Nathan; Ceci, Stephen J.; Halpern, Diane F.; Loehlin, John C.;  . (1996). „Intelligence: Knowns and unknowns” (PDF). American Psychologist. 51 (2): 77—101. ISSN 0003-066X. S2CID 20957095. doi:10.1037/0003-066x.51.2.77. Приступљено 9. 10. 2014.
- Mackintosh, N. J. (2011). IQ and Human Intelligence (second изд.). Oxford: Oxford University Press. ISBN 978-0-19-958559-5. The second edition of a leading textbook on human intelligence, used in highly selective universities throughout the English-speaking world, with extensive references to research literature.
- Hunt, Earl (2011). Human Intelligence. Cambridge: Cambridge University Press. ISBN 978-0-521-70781-7. First edition of a comprehensive textbook by a veteran scholar of human intelligence.
- Nisbett, Richard E.; Aronson, Joshua; Blair, Clancy; Dickens, William; Flynn, James; Halpern, Diane F.; Turkheimer, Eric (2012). „Intelligence: new findings and theoretical developments” (PDF). American Psychologist. 67 (2): 130—159. ISSN 0003-066X. PMID 22233090. doi:10.1037/a0026699. Приступљено 22. 7. 2013. Major review article in a flagship publication of the American Psychological Association, a thorough review of current research.
  - „The latest on intelligence”. Daniel Willingham--Science & Education. 2012-05-10.
- Sternberg, Robert J.; Kaufman, Scott Barry, ур. (2011). The Cambridge Handbook of Intelligence. Cambridge: Cambridge University Press. ISBN 9780521739115. Authoritative handbook for graduate students and practitioners, with chapters by a variety of authors on most aspects of human intelligence.